# 日比野哲也
日比野 哲也（ひびの てつや、1974年4月10日 - ）は愛知県尾張旭市出身のドリフトドライバー。D1グランプリ（D1GP）やフォーミュラ・ドリフト ジャパンに参戦すると同時に、尾張旭市内にあるチューニングショップ「SunRISE（サンライズ）」の代表も務める。

## プロフィール
- 身長：181cm[1]
- 体重：71kg[1]
- 血液型：B型[1]
- ニックネーム：ヒビテツ、てっつぁん、ヒビーニャ[1]

## 来歴
ドリフトを始める前はバイクのレースに参戦していたが、21歳の時に事故で大きな怪我をしたことをきっかけにバイクを降りる決意をする。同じ頃、かつてのバイク仲間のドリフト走行に同乗する機会があり、バイク時代に自分より遅かった仲間が想像以上に上手くドリフトをしているのを見て、自分はもっと上手く出来るのではないかと思いドリフトに転向した。
D1グランプリには2002年より参戦。AE86レビンを操っていたが、なかなか結果を残せず、2003年まではノーポイント。しかし、2004年第3戦エビスにおいて、最終コーナーを大きくジャンプしながら飛び出す迫力の走りを見せ、2位入賞。その後はAE86にSR20DETエンジンを搭載したマシンを操ったが、走りが安定せず1回戦落ちすることも多かった。
2007年第3戦鈴鹿では決勝まで進出したが、審査区間前の走行で対戦相手の末永正雄に幅寄せ・接触してしまい、大会終了後に失格の裁定を受けた。2009年からは、昨年途中まで吉岡稔記が乗っていたドルーピーのAE86に乗り換え、第3戦の岡山国際サーキットでD1GP決勝進出通算4度目にして初優勝を遂げ（レギュレーション上の不備による斎藤太吾とのダブル優勝）、シーズンを通してのランキングは5位となった。
2010年は中古カー用品・バイク用品チェーンのアップガレージをメインスポンサーとし、Team UPGARAGE with DROO-Pとして、グレーの下地色にイエローのバイナルを施したAE86で参戦した。3月26日の開幕戦お台場では準優勝を果たし、8月7日の第5戦エビスでは優勝、さらに翌日の第6戦でも準優勝と好成績を残している。
2011年はD1GPと並行して、土屋圭市らが新たに立ち上げたドリフトマッスルにも参戦。なおドリフトマッスルではAE86ではなくシルビア（S15型）を使用している。
2012年、マシンをAE86からトヨタ・86に変更する。またタイヤもダンロップからファルケンに変更した。なお開幕戦に先立って行われた東京オートサロン内で行われたデモランでは、同じく86を投入するHKSの車両とのツインドリフトを披露している。開幕戦に間に合うように完成させた車両は、ノーマルのFA20から、EJ25ベースのコスワース製コンプリートエンジンに換装されている（車両や重量のバランスを考え、ノーマルと同じ水平対向4気筒のEJ25を選択したとの事）。
2013年、D1GP第5戦ハウステンボスにて優勝。これはD1GPにおける86の初優勝でもある。
2014年のD1GPでは第4戦の2位が最高位だったものの、年間通じて安定した成績を残し、シリーズランキングでは4位。また、この年には86/BRZレースの第10戦鈴鹿にも参戦した。
2015年はRDS（ロシアドリフトシリーズ）にフル参戦。全6戦すべて優勝という完全優勝を達成しシリーズチャンピオンに。D1 PRIMRING GP（ロシアD1）でも優勝。このため現在でもロシアでは高い知名度と人気を誇っており、現地では「ヒビーニャ」の愛称で親しまれている。このシーズンよりゼスティノタイヤを使用。D1GPでは第6戦と続くエキシビションマッチのワールドチャンピオンズでそれぞれ準優勝。
2016年は主戦場を国内に戻し、D1GPにフル参戦。シリーズランキングは6位。前年に続きロシア、また中国のドリフトレースにも多く参戦した。
2017年はGULF RACING ZESTINO TIREの一員としてD1GPに参戦。マシンは昨年まで使用していたA80型スープラから、エンジンを2JZ-GTEに換装したガルフカラーのS2000に変更している。第3戦筑波で単走優勝、さらにD1中国の第3戦合肥大会、D1ロシアのPRIMRING GPでも単走優勝を果たし、日中露3カ国での単走制覇となった。
2019年からはマシンをロケットバニーのエアロを装着したS14型シルビアに改めた。プリムス・バラクーダ風のフロントフェイスが特徴である。同時にタイヤをゼスティノからVALINOに変更している。
2020年はS14の使用を続行し、VALINOからSAILUNへタイヤを変更。開幕戦の奥伊吹では雨の中決勝戦まで勝ち進み、川畑真人に敗れたものの準優勝を果たした。
2021年はD1GPへの参戦を休止し、フォーミュラ・ドリフト ジャパン（FDJ）に参戦を開始。4ローターのロータリーエンジンを搭載したLiberty WalkのS15シルビアで戦い、シリーズランキング3位の好成績を収めた。タイヤはファイベックスタイヤを使用した。
2022年は引き続きFDJを主戦場とし、4ローターのロータリーエンジンを搭載したLiberty WalkのR35GT-Rで戦うとともに、最近はある程度の資金・チーム体制・ターボ搭載の大パワーマシンを製作しないとD1GPで戦えない事に一石を投じるべく、自身のYouTubeチャンネルで2020年の10月に購入した中古の競技車改造の2ドアAE86トレノをレビン顔のフロントに改修し、エンジン製作で小泉商会のサポートを受けながら、1年半をかけてほとんどを自身の手作業で、NA仕様の競技車輌を製作。プライベーターの形で、D1ライツの第3戦・第4戦の名阪スポーツランドで2年ぶりに下位カテゴリではあるもののD1への復帰を果たした。2戦とも追走進出を果たしている。
2023年は昨年と同様にFDJにシリーズ参戦、D1ライツにスポット参戦するのに加え、D1グランプリにも3年ぶりに復帰。FDJではGOODRIDE MOTORSPORTSに移籍、マシンはフェアレディZ (RZ34)を使用、D1GPではチームはSHIBATIRE RACING、マシンはGR86 (ZN8)を使用する。D1GP第4戦筑波では決勝戦まで勝ち進み、チームメイトの蕎麦切広大と対戦したが敗れ、自身14度目の2位となった。
2024年はD1GP・FDJ共に前年の体制・マシンを継続して参戦。D1GPの第2戦奥伊吹では11年ぶり4度目の優勝を果たした。その後、第3戦オートポリスでも優勝を果たし最終戦までシリーズチャンピオン争いを繰り広げたものの、最終的にはシリーズ3位で終えた。

## 人物
- 2005年までは好青年キャラで売り出していたが、2006年からは顎鬚にサングラスとプロレスラーばりの外見となり、ビデオオプションなどのカメラの前で見せる挑発的で悪ぶった態度も相まってヒールキャラとして知られるようになった。一方でD1の観戦に来ていた子供へサイン会終了後にもかかわらずサインを書くなど、親切で腰の低い一面もある[10]。
- 負けず嫌いで、一度やると決めたらとことん取り組まないと気が済まない性格だという。また、分析家・研究家な一面もあり、AE86でD1GPに出場していた頃は、AE86の非力という弱点を認知した上で、軽量でコーナーが速いという強みをいかに有効に使うかひたすら考えながら走っていた[2][11]。
- 優勝回数こそ4回にとどまるが、準優勝回数は14回と歴代最多である。
- 最初に購入した車は5万円のAE86[11]。
- 2009年第3戦、2010年第5戦でAE86、2013年第5戦でZN6型の86、2024年第2戦でZN8型のGR86で優勝しており、現時点(2024年第2戦終了時)では唯一歴代の86全てでラウンド優勝している。